# Hen Semi
Hen Semi (jap. 変ゼミ, Hen Zemi) ist eine vom japanischen Künstler Tagro geschriebene und gezeichnete Mangareihe, die seit Ende 2006 im von Kōdansha herausgegebenen Magazin Morning 2 veröffentlicht wird. Der Manga beginnt als alternative Nacherzählung des ebenfalls von Tagro geschriebenen Mangas Hentai Seiri Seminar (変態生理ゼミナール, ~ Zemināru, dt. „Seminar für abnorme Physiologie“), geht in der Handlung jedoch nach einigen Kapiteln eigene Wege. Der noch immer fortgesetzte Manga wurde 2010 durch Xebec als dreiteilige OVA und 2011 als Anime-Fernsehserie adaptiert.

## Handlung
Die unschuldige Studentin Nanako Matsutaka (松隆 奈々子, Matsutaka Nanako) beschließt, an einem Seminar für abnorme Physiologie teilzunehmen. Es stellt sich jedoch als ganz anders heraus, als sie zunächst vermutet hat. Das Seminar wird nämlich von dem alles andere als normal wirkenden Professor Kenji Meshiya (飯野 堅治, Meshiya Kenji) geleitet. Jedoch macht er auf sie einen so stark einschüchternden Eindruck, dass sie dennoch daran teilnimmt. Dies bleibt auf Dauer aber nicht der einzige Grund für sie daran teilzunehmen. Insgeheim verliebt sie sich nämlich in den Mitstudenten Komugi Musashi (武蔵 小麦, Musashi Komugi), den sie kennenlernt, als sie ihn bei der Entwendung von Unterwäsche erwischt. Im Gegensatz zu ihr ist er jedoch überhaupt nicht zurückhaltend und hat keinerlei Probleme, über Perversionen zu sprechen. Dazu kommt, dass er über diverse sexuelle Devianzen verfügt, z. B. darunter einen Netorare-Fetisch, einen Geruchsfetischismus und Urophagie. Dies bestätigt sich direkt in der Beziehung zu seiner ehemaligen Freundin Miwako Mizukoshi (水越 美和子, Mizukoshi Miwako), die als vollkommen pervers beschrieben werden kann. Sie ist für alles zu haben und kann sich dafür extrem begeistern. In den Darstellungen äußert sich dies durch stetiges Sabbern, allein beim Gedanken daran. Komugi ist dies jedoch nahezu völlig egal und würde sogar gern dabei zusehen, wie sie von einem anderen Mann verführt wird. Ebenso zum Seminar gehören die stets abwesend, weltfremd wirkende Makiko Gregory (蒔子＝グレゴリー, Makiko Guregorī), die sich nicht zwischen dem Wesen eines Schlägers und anständigen jungen Frau entscheiden könnende Anna Katō (加藤 あんな, Katō Anna) und ihre beiden ihnen nahestehenden Freunde Yesterday Taguchi (田口 イエスタディ, Taguchi Iesutadi) und Hishiyatsu Ichikawa (市河 菱靖, Ichikawa Hishiyatsu).
Der eigentliche Aufhänger der Handlung sind dabei die von den Studenten durchgeführten Experimente, deren Themen sie sich selbst aussuchen müssen. Während die von Nanako sich mühsam zurechtgelegten Themen in aller Regel überhaupt keine Zustimmung von Meshiya finden und schlecht benotet werden, fahren die anderen meist sehr schwere Geschütze auf, bei denen selbst die unwissende – insbesondere Nanako – als Testsubjekte mit einbezogen werden. So uriniert beispielsweise Komugi in aller Öffentlichkeit, um seine Gefühle dabei zu dokumentieren, Miwako züchtet Fruchtfliegen in ihren Ohren oder Hishiyatsu hält Einbrüche in das Zimmer der schlafenden Nanako fest, wobei sich die Teilnehmer vor ihr in absurde Posen werfen und ihr Privateigentum missbrauchen.

## OVA
Im Vorspann der OVA wurde eine Kurzfassung des Titels Mania e Kira Kira (マニアエキラキラ, dt. „hin zu einer funkelnden Manie“) verwendet, der von Hitomi Mieno geschrieben, Nobuhiro Makino komponiert und arrangiert und von Kana Hanazawa unter dem Namen ihrer Rolle als Nanako interpretiert wurde. Der Text des Abspanntitels Hen Rin Sham – Hen da yo. Rinse no Ato ni Shampoo te (変・リン・シャン 〜変だよ。リンスーの後にシャンプーて〜, Hen Rin Sham – Hen da yo. Rinsū no Ato ni Shampū te, dt. „Es ist seltsam! Sich nach dem Duschen zu shampoonieren“) stammt ebenfalls von Hitomi Mieno. Die Komposition und das Arrangement stammen von Sumoyoshinaka und der Gesang von den Seiyū Kana Hanazawa, Minoru Shiraishi, Norihisa Mori und Takashi Matsuyama, die als Hen Zemi no minasan aufgeführt wurden. Beide Titel erschienen am 4. August 2010 auf der Single Mania e Kira Kira bei King Records.

## Anime

### Synchronisation
| Rolle               | japanischer Sprecher (Seiyū) |
| ------------------- | ---------------------------- |
| Nanako Matsutaka    | Kana Hanazawa                |
| Komugi Musashi      | Akira Ishida                 |
| Miwako Mizukoshi    | Yukiko Takaguchi             |
| Makiko Gregory      | Shiho Kawaragi               |
| Anna Katō           | Ryōko Shintani               |
| Iesutadi Taguchi    | Minoru Shiraishi             |
| Hishiyatsu Ichikawa | Norihisa Mori                |
| Kenji Meshiya       | Takashi Matsuyama            |